# Pena
Pena je objekat koji se formira zarobljavanjem gasa u tečnoj ili čvrstoj materiji. Sunđer za kupanje i vršni sloj u čaši piva su primeri pena. Zapremina gasa je u većini pena velika, sa tankim slojevima tečnosti ili čvrste materije koji razdvajaju delove gasa. Sapunske pene su takođe poznate kao sapunice.
Čvrste pene mogu da imaju zatvorene ili otvorene ćelije. U peni sa zatvorenim ćelijama, gas formira diskretne džepove, svaki u potpunosti okružen čvrstim materijalom. U peni sa otvorenim ćelijama, otvori sa gasom su međusobno povezani. Sunđer za kupanje je primer pene sa otvorenim ćelijama: voda lako teče kroz celokupnu strukturu, zamenjujući vazduh. Prostirka za kampovanje je primer pene sa zatvorenim ćelijama: otvori sa gasom su odvojeni jedni od drugih tako da prostirka ne može da upija vodu.
Pene su primeri of raspršenih medija. Generalno je prisutan gas, tako da se pena deli na mehuriće gasa različitih veličina (tj. materijal je polidisperzan) - razdvojen tečnim regionima koji mogu formirati filmove Oni su sve tanji i tanji kada tečna faza iscuri iz sistema filma. Kada je glavna skala mala, tj. za vrlo finu penu, ovaj dispergovani medijum se može smatrati tipom koloida.
Pena se takođe može odnositi na nešto što je analogno peni, kao što su kvantna pena, poliuretanska pena (penasta guma), XPS pena, polistiren, fenolna ili mnoge druge veštačke pene.

## Struktura
Pena je u mnogim slučajevima sistem s više razmera.
Jedna skala je mehurić: materijali pene su obično neuređeni i imaju različite veličine mehurića. U većim dimenzijama proučavanje idealizovane pene usko je povezano sa matematičkim problemima minimalnih površina i trodimenzionalnim teselacijama, koje se takođe nazivaju saćé. Struktura Veir-Felana smatra se najboljom mogućom (optimalnom) jediničnom ćelijom savršeno uređene pene, dok Platovi zakoni opisuju kako sapunski filmovi formiraju strukture u peni.
Na nižoj skali od mehurića je debljina filma za metastabilne pene, koja se može smatrati mrežom međusobno povezanih filmova zvanih lamele. U idealnom slučaju, lamele se spajaju u trijade i zrače na 120° prema spolja od tačaka spajanja, poznatih kao Platove granice.
Još niža skala je interfejs tečnosti i vazduha na površini filma. Tokom većeg dela vremena ovo sučelje je stabilizovano slojem amfifilne strukture, često načinjene od površinski aktivnih materija, čestica (Pikeringova emulzija) ili složenijih asocijacija.

## Formiranje
Za proizvodnju pene potrebno je nekoliko uslova: mora postojati mehanički rad, površinski aktivne komponente (surfaktanti) koje smanjuju površinsku napetost i stvaranje pene brže od raspadanja. Da bi se stvorila pena, rad (W) je potreban za povećanje površine (ΔA):
{\displaystyle W=\gamma \Delta A\,\!}
gde je γ površinski napon.
Jedan od načina stvaranja pene je pomoću disperzija, gde se velika količina gasa pomeša sa tečnošću. Specifičnija disperzijska metoda obuhvata ubrizgavanje gasa kroz otvor u čvrstoj materiji u tečnost. Ako se ovaj proces izvrši vrlo sporo, tada se iz otvora može emitovati jeda po jedan mehur, kao što je prikazano na slici. Jedna od teorija za određivanje vremena razdvajanja prikazana je ispod. Mada ova teorija proizvodi teoretske podatke koji se podudaraju sa eksperimentalnim podacima, odvajanje usled kapilarnosti prihvaćeno je kao bolje objašnjenje.
Sila potiska deluje tako da se mehur podiže, što je
{\displaystyle F_{b}=Vg(\rho _{2}-\rho _{1})\!}
gde je {\displaystyle V} zapremina mehura, {\displaystyle g} je ubrzanje usled gravitacije, i ρ1 je gustina gasa, dok je ρ2 gustina tečnosti. Sila koja deluje nasuprot potiska je sila površinskog napona, koja je
{\displaystyle F_{s}=2r\pi \gamma \!},
gde je γ površinski napon, i {\displaystyle r} je radijus otvora. Kako se više vazduha unosi u mehur, sila uzgona raste brže od sile površinske napetosti. Dakle, odvajanje nastaje kada je sila uzgona dovoljno velika da prevlada silu površinskog napona.
{\displaystyle Vg(\rho _{2}-\rho _{1})>2r\pi \gamma \!}
Osim toga, ako se mehur tretira kao sfera sa prečnikom {\displaystyle R} i zapremina {\displaystyle V} se zameni u gornju jednačinu, do separacije dolazi u momentu kad
{\displaystyle R^{3}={\frac {3r\gamma }{2g(\rho _{2}-\rho _{1})}}\!}
Ispitujući ovaj fenomen sa gledišta kapilarnosti za mehur koji se formira veoma sporo, može se pretpostaviti da je pritisak {\displaystyle p} svuda konstantan. Hidrostatički pritisak u tečnosti označen je sa {\displaystyle p_{0}}. Promena pritiska preko interfejsa iz gasa do tečnost jednaka je kapilarnom pritisku; stoga,
{\displaystyle p-p_{0}=\gamma \left({\frac {1}{R_{1}}}+{\frac {1}{R_{2}}}\right)\!}
gde su R1 i 2 radijusi zakrivljenosti i postavljeni su kao pozitivni. U osnovi mehura, 3 i 4 su radijusi zakrivljenosti koji se takođe tretiraju kao pozitivni. Ovde hidrostatički pritisak u tečnosti mora da uzme u obzir z, rastojanje od vrha do osnove mehura. Novi hidrostatički pritisak na osnovi mehura je 0(ρ1 − ρ2)z. Hidrostatički pritisak balansira kapilarni pritisak, koji je prikazan ispod:
{\displaystyle p-p_{0}-(\rho _{2}-\rho _{1})gz=\gamma \left({\frac {1}{R_{3}}}+{\frac {1}{R_{4}}}\right)\!}
Konačno, razlika gornjeg i donjeg pritiska jednaka je promeni hidrostatičkog pritiska:
{\displaystyle (\rho _{2}-\rho _{1})gz=\gamma \left({\frac {1}{R_{1}}}+{\frac {1}{R_{2}}}-{\frac {1}{R_{3}}}-{\frac {1}{R_{4}}}\right)\!}
U osnovi mehura, oblik mehura je skoro cilindričan; konsekventno, bilo R3 ili 4 je veliko dok je drugi prečnik zakrivljenosti manji. Kako osnova mehura raste u dužini, ona postaje nestabilnija jer jedan od prečnika raste dok se drugi smanjuje. U izvesnoj tački, vertikalna dužina osnove premaši obim osnove i usled sila uzgona mehur se odvaja i proces se ponavlja.

## Literatura
- Thomas Hipke, Günther Lange, René Poss: Taschenbuch für Aluminiumschäume. Aluminium-Verlag, Düsseldorf 2007,  978-3-87017-285-5.
- Hannelore Dittmar-Ilgen: Metalle lernen schwimmen. In: Dies.: Wie der Kork-Krümel ans Weinglas kommt. Hirzel, Stuttgart 2006,  978-3-7776-1440-3, S. 74.
- Velikov, Krassimir P.; Velev, Orlin D. (2014). Colloid Stability. стр. 277—306. ISBN 9783527631193. doi:10.1002/9783527631193.ch35.
- Dupont, Hanaé; Maingret, Valentin; Schmitt, Véronique; Héroguez, Valérie (2021-06-08). „New Insights into the Formulation and Polymerization of Pickering Emulsions Stabilized by Natural Organic Particles”. Macromolecules (на језику: енглески). 54 (11): 4945—4970. Bibcode:2021MaMol..54.4945D. ISSN 0024-9297. doi:10.1021/acs.macromol.1c00225.
- Binks, B. P.; Fletcher, P. D. I. (2001). „Particles Adsorbed at the Oil−Water Interface: A Theoretical Comparison between Spheres of Uniform Wettability and "Janus" Particles”. Langmuir. 17 (16): 4708—4710. ISSN 0743-7463. doi:10.1021/la0103315.
- Dinsmore, A. D. (2002). „Colloidosomes: Selectively Permeable Capsules Composed of Colloidal Particles”. Science. 298 (5595): 1006—1009. Bibcode:2002Sci...298.1006D. CiteSeerX 10.1.1.476.7703 . ISSN 0036-8075. PMID 12411700. S2CID 2333453. doi:10.1126/science.1074868.
- Joris Salari (12. 5. 2011). „Pickering emulsions, colloidosomes &micro-encapsulation”. Slideshare.
- Poortinga, Albert T. (2008). „Microcapsules from Self-Assembled Colloidal Particles Using Aqueous Phase-Separated Polymer Solutions”. Langmuir. 24 (5): 1644—1647. ISSN 0743-7463. PMID 18220438. doi:10.1021/la703441e.
- Anderton N, Carlson CS, Matsumoto R, Shimizu RI, Poortinga AT, Kudo N, Postema M (2022). „On the rigidity of four hundred Pickering-stabilised microbubbles”. Japanese Journal of Applied Physics. 61 (SG): SG8001. Bibcode:2022JaJAP..61G8001A. doi:10.35848/1347-4065/ac4adc.
- Anderton N, Carlson CS, Matsumoto R, Shimizu RI, Poortinga AT, Kudo N, Postema M (2022). „First-cycle oscillation excursions of Pickering-stabilised microbubbles subjected to a high-amplitude ultrasound pulse”. Current Directions in Biomedical Engineering. 8 (2): 30—32. doi:10.1515/cdbme-2022-1009 .
- „Bubbles, Bubbles, Everywhere, But Not a Drop to Drink”. The Lipid Chronicles. 2011-11-11. Архивирано из оригинала 26. 4. 2012. г. Приступљено 1. 8. 2012.
- Halliday, David; Resnick, Robert; Krane, Kenneth S. (2010-04-20). Physics, Volume 2 (на језику: енглески). John Wiley & Sons. стр. 342. ISBN 978-0-471-40194-0. Архивирано из оригинала 2022-09-22. г. Приступљено 2021-03-19.
- White, Harvey E. (1948). Modern College Physics. van Nostrand. ISBN 978-0-442-29401-4.
- Pierre-Gilles de Gennes; Françoise Brochard-Wyart; David Quéré (2002). Capillarity and Wetting Phenomena—Drops, Bubbles, Pearls, Waves. Alex Reisinger. Springer. ISBN 978-0-387-00592-8.

## Spoljašnje veze
- Moriarty, Philip (2010). „Foam Physics”. Sixty Symbols. Brady Haran for the University of Nottingham.